# مارتن كيسي
مارتن كيسي (بالإنجليزية: Martin Casey)‏ هو لاعب قذف أيرلندي، ولد في 1950 في Causeway, County Kerry ‏ في جمهورية أيرلندا.